# Pain d'abeille

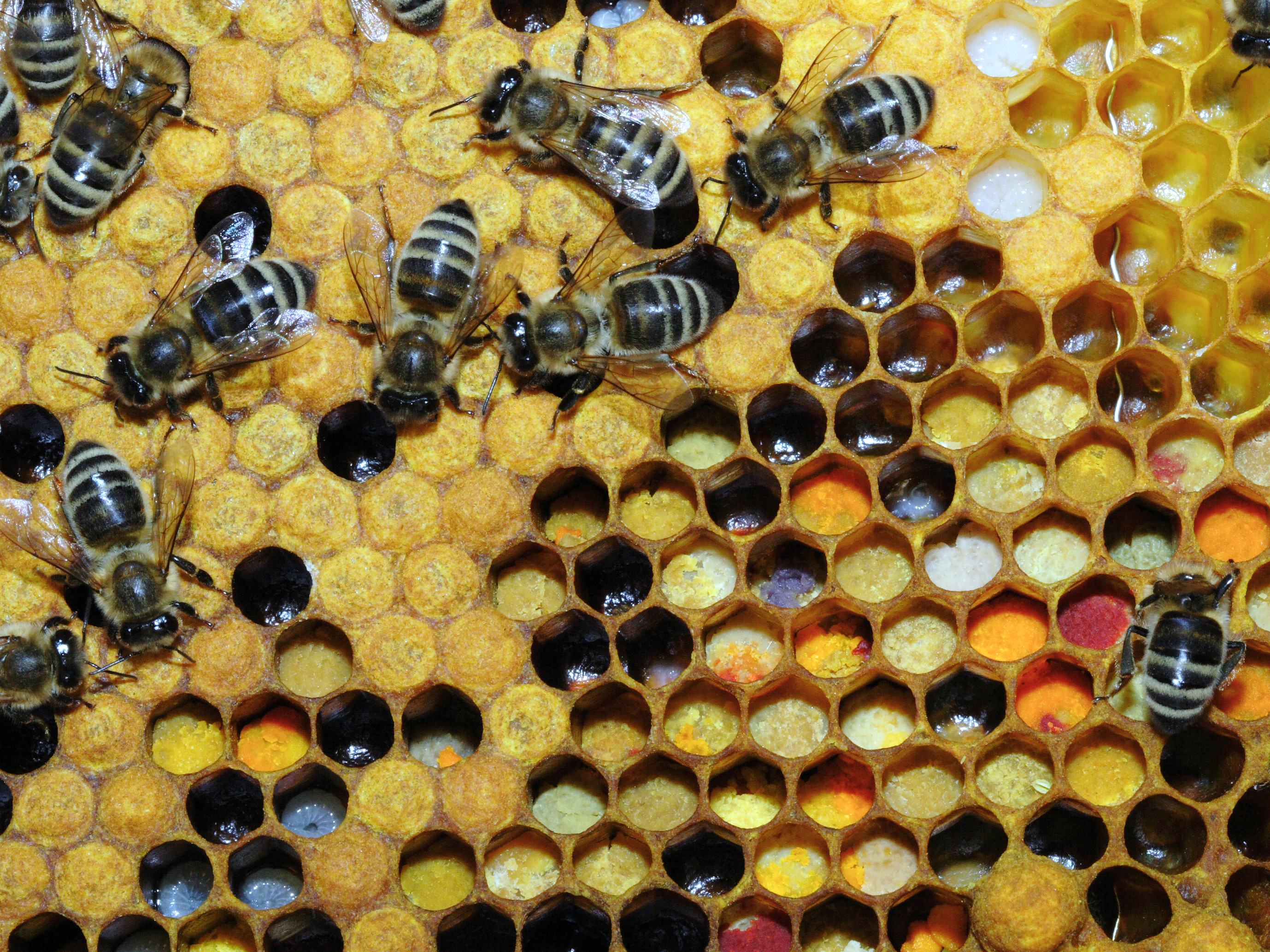
Pain d'abeille multicolore sur un rayon de couvain au sein d'une ruche d'Abeille mellifère.

Le pain d'abeille est un mélange de pelotes de pollen, de nectar et de ferments lactiques qui sert de nourriture de base aux larves des abeilles sociales et solitaires de la super-famille des Apoidea. Étant un produit fermenté, il est au nectar ce que le pain est au blé, et au pollen ce que le fromage est au lait.
Alors que le nectar est la fraction glucidique de la ration alimentaire, le pollen contient des vitamines et des acides aminés qui couvrent les apports protéiniques des larves. Le pain d'abeille une fois fermenté en une quinzaine de jours comporte moins de protéines que le pollen, mais est plus facilement assimilable. En plus du nectar et du pollen, le pain d'abeille contient des sécrétions glandulaires qui contribuent elles-aussi à la nourriture des larves ainsi qu'à la conservation de l'aliment. 
Deux grands types d'utilisation du pain d'abeille pour nourrir le couvain se dessinent : l'alimentation progressive chez les abeilles sociales et l'approvisionnement en masse chez les abeilles solitaires.
En apiculture, sa production, son utilisation et sa consommation restent marginale en Europe de l'Ouest alors qu'elles se sont développées en Europe de l'Est.

## Alimentation progressive

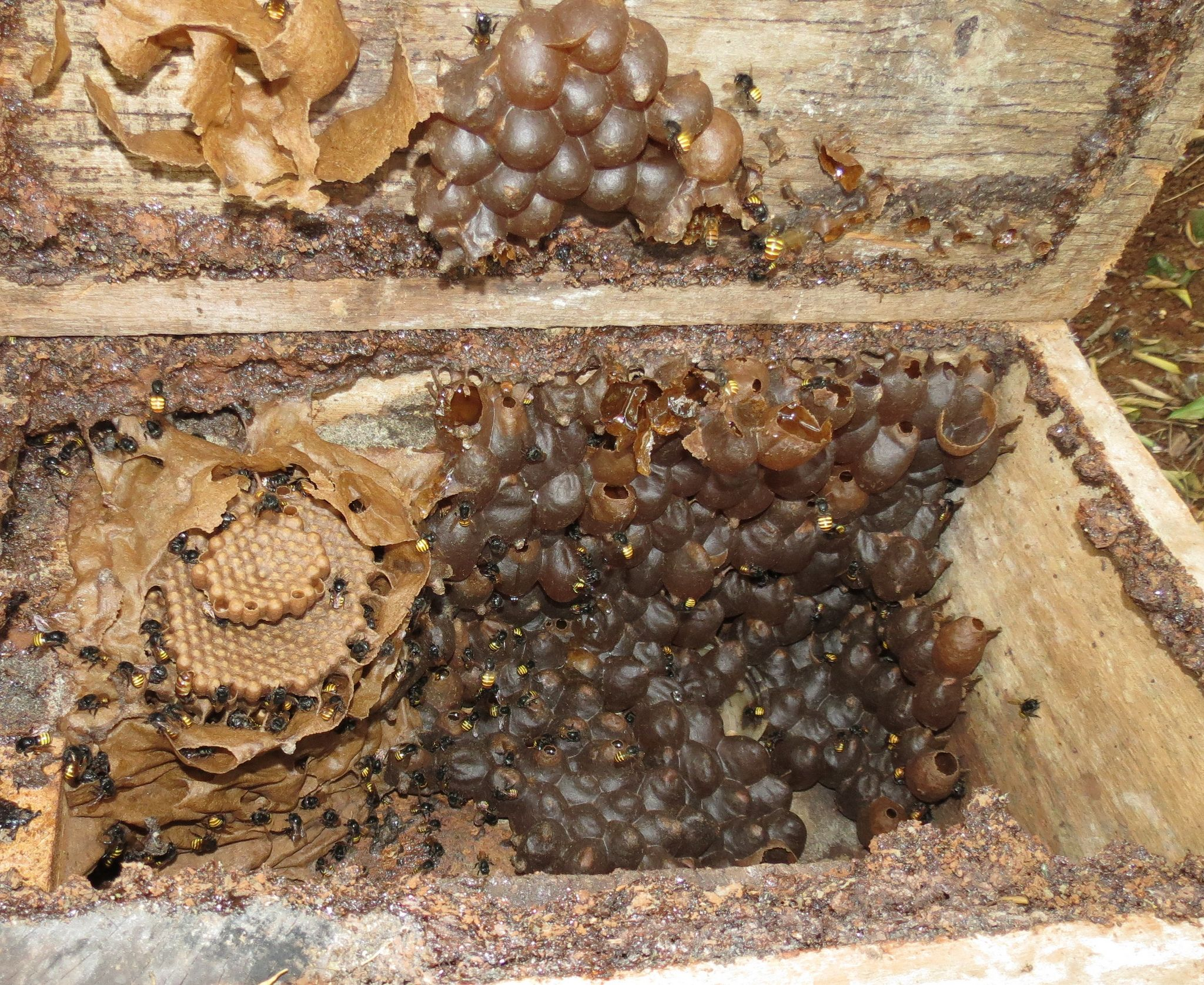
Pots de stockage de pain d'abeille et de miel (en brun foncé) à côté des cellules de couvain (en brun clair) chez la Mélipone Melipona quadrifasciata.

Certaines abeilles nourrissent progressivement leurs larves en croissance, à intervalles réguliers et stockent le pain d'abeille avant transfert aux larves. Les seules à avoir ce comportement sont les espèces d'Apis (les abeilles à miel à proprement dit) dont le stockage se fait dans des cellules ressemblant beaucoup aux cellules de couvain des ouvrières ; la plupart des espèces d'Allodapini, qui ne fabriquent pas de cellules et dont le pain d'abeille est stocké sur les parois des terriers de nidification alors que le nectar est stocké en grosses gouttes sur le corps des larves ; les Bourdons et les Mélipones qui stockent le pain d'abeille dans des pots différents des cellules de couvain, ceux des Bourdons étant généralement fabriqués à partir des anciennes cellules de couvain.

### Chez l'Abeille mellifère
Chez l'Abeille mellifère, les butineuses récoltent le pollen à l'aide de leur langue, des poils de leur corps, des peignes et des brosses des pattes. Humectés avec la salive et le nectar, les grains de pollen sont tassés en pelotes sur les pattes postérieures, dans les corbeilles à pollen. Ces butineuses rapportent à la ruche les pelotes qu'elles déchargent dans des alvéoles à demi remplies généralement à proximité du couvain. Les nourrices les enduisent ensuite de nectar régurgité, de salive et de sécrétions glandulaires puis tassent le tout avec leur tête. Enfin, les alvéoles ne sont pas operculées avec une fine couche de cire comme pour le miel, mais recouvertes par une fine pellicule de miel,.
Les conditions anaérobique ainsi créées combinées à l'ensemencement par des ferments lactiques et des bactéricides produits par les enzymes issus des régurgitations des abeilles, le tout dans la température ambiante haute et stable de la ruche (36,5°C), aboutissent à la fermentation lactique du mélange pollen-nectar qui permet différentes modifications chimiques : le pH du pollen baisse aux environs de 4, ce qui permet sa conservation pluriannuelle ; le développement des bactéries pathogènes est stabilisé, ce qui interdit la décomposition du pain d'abeille et l'intoxication des larves ; le pouvoir germinatif du pollen est arrêté ; les sucres du nectar sont transformés en acide lactique ; la quantité de vitamine K augmente ; l'exine et l'intine conservent leur forme originale ; les protéines sont hydrolysées en acides aminés et la digestibilité du pollen est améliorée. L'ensemble du processus est complété au bout de quinze jours en moyenne,.

### Chez les Bourdons
Les Bourdons présentent deux stratégies d'alimentation distinctes qui varient avec la saison, la caste et l'espèce : 
- le type magasinier, où le pain d'abeille est stocké séparément dans d'anciennes cellules de couvain transformées en pots. Chaque larve y est nourrie progressivement une à une avec soin. La taille des adultes une fois émergés est homogène. C'est le cas du Bourdon terrestre.
- le type meunier, où le pollen frais est déchargé dans un pot collectif qui est en contact direct avec plusieurs larves par l'intermédiaire d'une trémie qui passe en dessous du couvain. Le pollen n'est alors pas fermenté et les larves se nourrissent collectivement sans gestion individuelle de la part des ouvrières, les larves les plus près du pot de stockage étant mieux nourries que les plus éloignées. La taille des adultes une fois émergés est hétérogène.

## Approvisionnement en masse

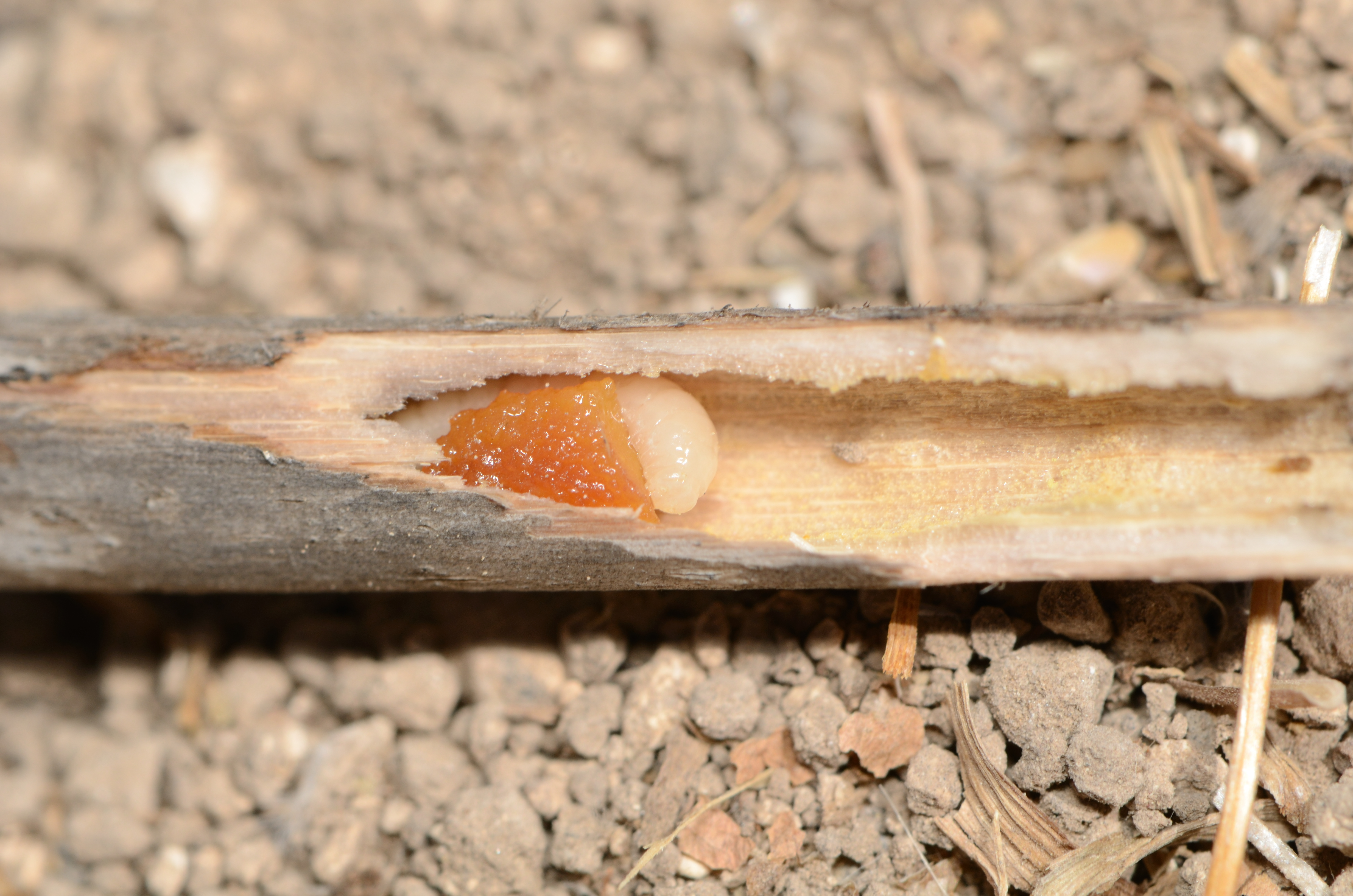
Larve de Ceratina bifida (Ceratinini) se nourrissant de son pain d'abeille.

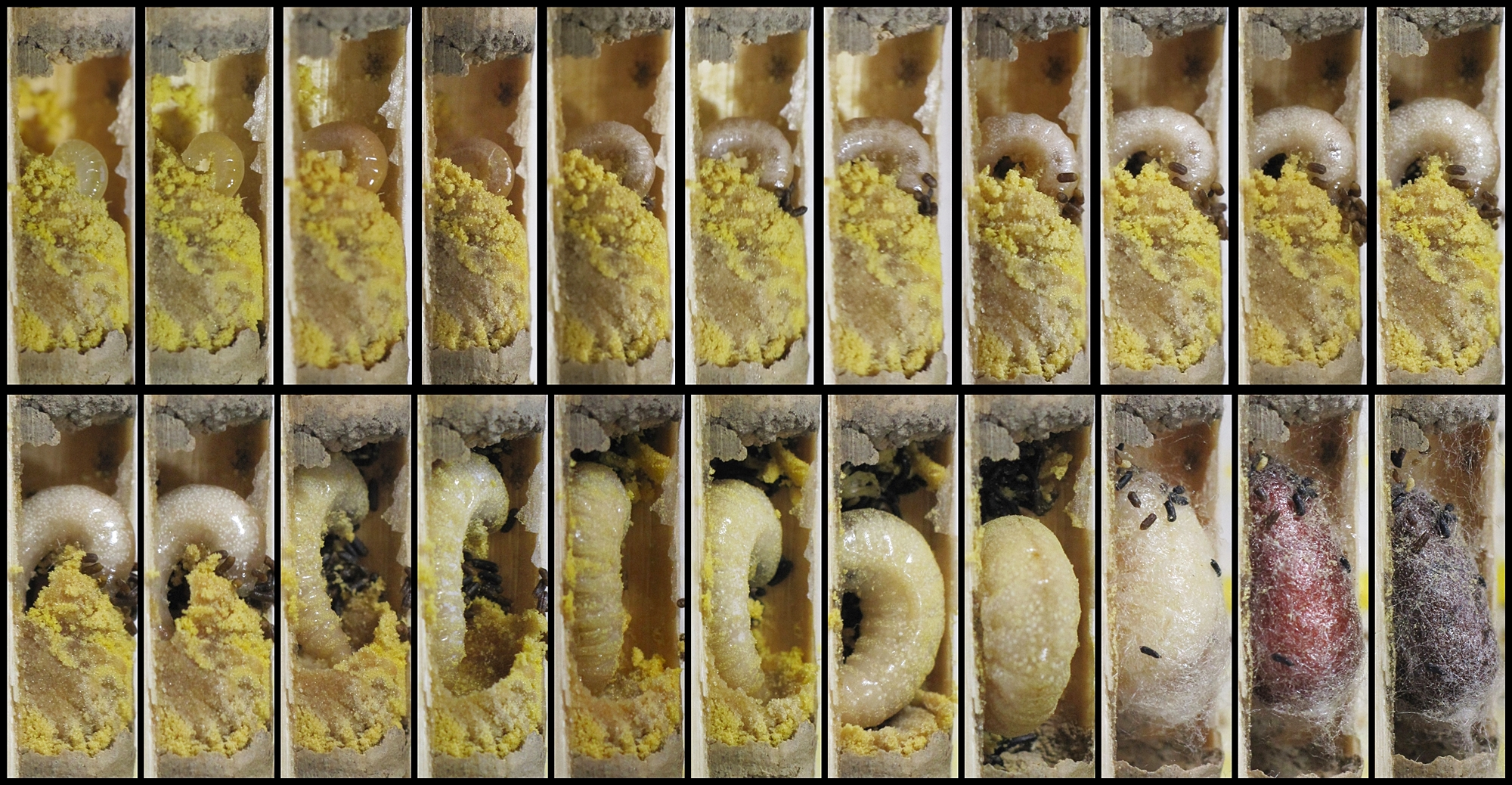
Étapes de développement de l'Osmie rousse, de la larve à la nymphe et consommation du pain d'abeille liée à ce développement.

La très grande majorité des espèces d'abeilles sont des pourvoyeuses de pain d'abeille en masse. Elles fournissent à chaque cellule suffisamment de pain d'abeille pour combler les besoins des larves ; puis, après qu'un œuf a été placé dans une cellule, celle-ci est définitivement scellée par la femelle. Les seules exceptions sont certaines espèces d'Halictini et de nombreuses espèces de Ceratinini, qui rouvrent les cellules pour enlever les excréments avant de les refermer.
Le pain d'abeille prend différentes formes. Parfois, comme chez Hylaeus et Colletes, il est liquide, composé principalement de nectar avec un faible taux de pollen. Chez beaucoup d'autres, comme Anthophora, Megachile et Trigona, il est plus visqueux, car il contient plus de pollen, mais est suffisamment mou pour prendre la forme de la cellule. Chez d'autres abeilles encore, comme les Colletidae, les Halictidae, les Andrenidae, les Melittidae et Xylocopa, la masse alimentaire est ferme et soigneusement formée, généralement sphéroïde ou sphéroïde aplati, mais parfois, comme chez Exomalopsis, Dasypoda et Macropis (Melittidae), des projections basales soutiennent le reste de la masse alimentaire. Ces dernières formes plus solides minimisent les zones de contact avec la surface de la cellule, et peut-être avec l'humidité où les moisissures destructrices peuvent s'implanter.
Les parois des cellules servant à contenir le pain d'abeille sont souvent tapissées d'une couche sécrétée imperméable à l'eau, de sorte que si les provisions sont liquides, elles ne s'écoulent pas. Ces parois cellulaires jouent également un rôle important en protégeant la larve ou la nymphe de la dessiccation et de la noyade, et en empêchant les provisions hygroscopiques (lorsqu'elles ne sont pas déjà liquides) de se liquéfier en raison d'un excès d'eau. Elles ont aussi un rôle sanitaire, en ayant une activité bactéricide et fongicide qui réduit la détérioration du pain d'abeille. Chez quelques espèces d'Halictidae, la larve elle-même absorbe l'eau contenue dans l'atmosphère. Chez certaines abeilles nichant au sol comme le genre Perdita, ce n'est pas la cellule dans son ensemble qui est protégée, mais uniquement le pain d'abeille qui est recouvert d'un revêtement spécifique. La masse de pain d'abeille peut elle-aussi contenir des produits sanitaires. Cette sécrétion protectrice est produite sous une forme liquide par une glande située à l'arrière de l'abdomen nommée glande de Dufour. Sa polymérisation et sa solidification sur les parois des cellules sont probablement provoquées par les glandes salivaires.

## Usages en apiculture

### Production

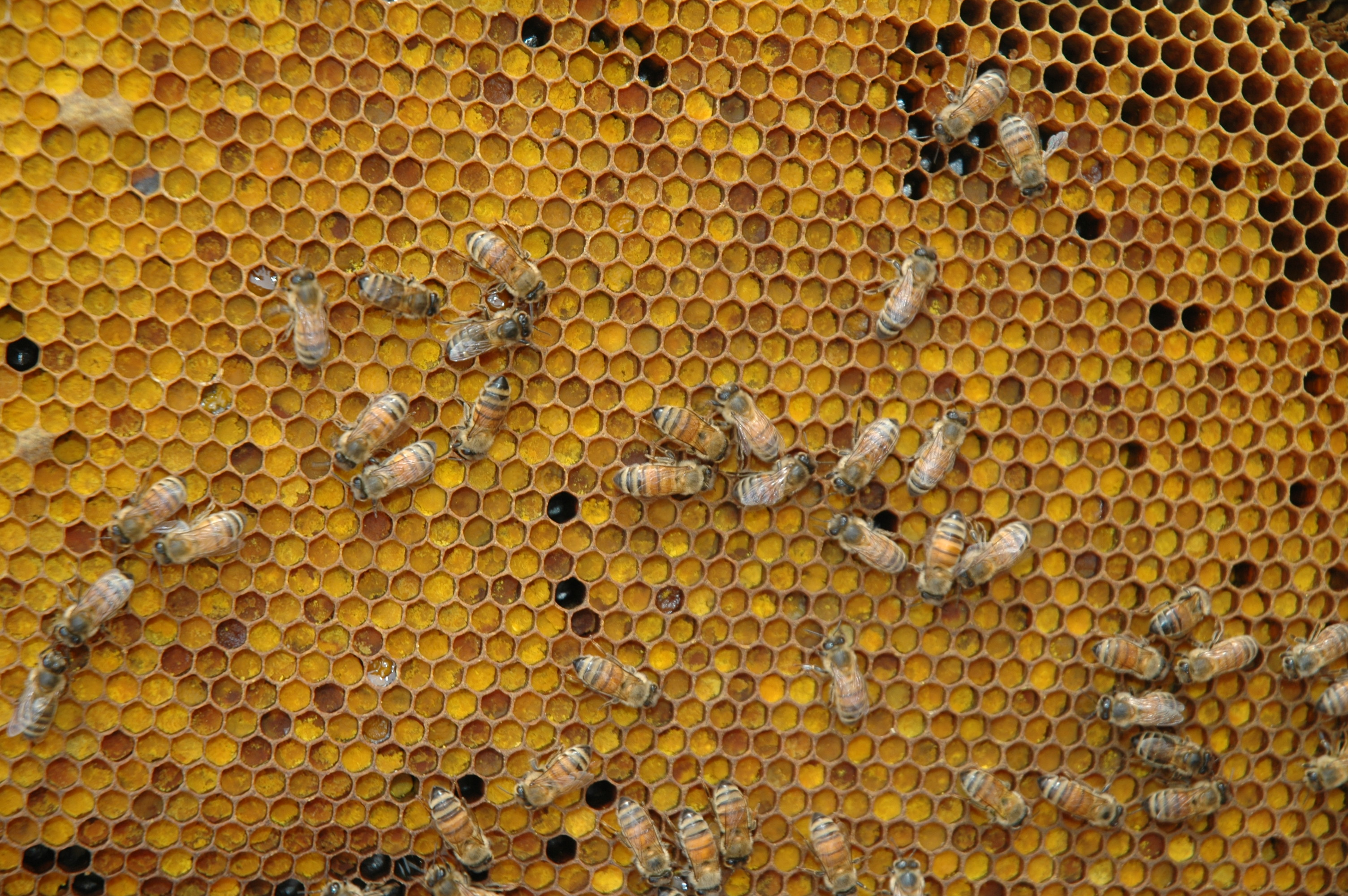
Cadre de pain d'abeille plein, exempte de couvain ou de miel.

Au printemps, la production de pollen souvent abondante permet la récolte de cadres de pain d'abeille complets. Pour ce faire, l'apiculteur peut simplement récolter les cadres en périphérie du couvain ou poser une hausse et une grille à reine sous le corps chargé de couvain, tout en laissant une possibilité pour les mâles de s'échapper. La réduction du nombre de cadres à remplir est conseillée par la pose de cadres de miel operculé ou de couvain de mâles en périphérie. En période propice, les butineuses y déposeront rapidement leurs pelotes sans que la reine y ponde alors que le miel sera stocké dans les hausses situées au dessus du couvain.
Afin d'éviter la destruction des cadres lors de l'extraction, certains apiculteurs utilisent des cires gaufrées renforcées par une toile métallique ou des cadres spécifiques en plastique. Le jour de récolte n'est pas dépendant d'un calendrier strict. Une fois récoltés, les cadres de pain d'abeille bruts peuvent servir à renforcer une jeune colonie en plein développement, à relancer la ponte d'une colonie après une miellée ayant bloqué la ponte de la reine, comme provision d'automne ou pour l'extraction de pain d'abeille.
Les cadres inutilisés doivent impérativement être mis à l'abri de la Fausse teigne qui peut venir rapidement y pondre et les réduire à néant. Pour ce faire, certains apiculteurs les traitent au soufre ou au paradichlorobenzène, ce dernier étant toxique pour les mammifères, y compris les humains. D'autres les congèlent tandis que certains les stockent au-dessus de colonies non productives.

### Extraction

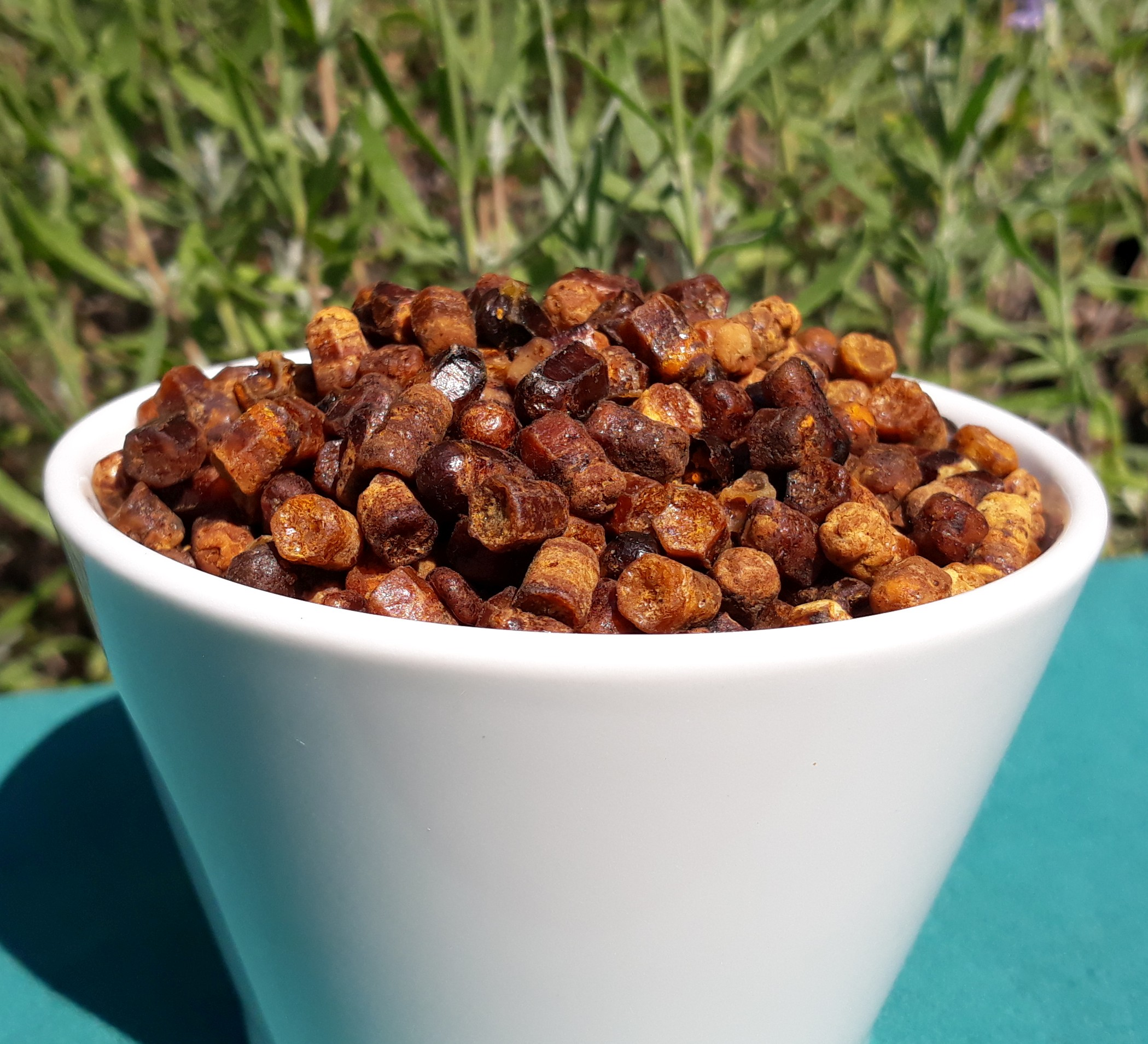
Récolte de pain d'abeille brut en Tchéquie.

Traditionnellement, lorsque la récolte consistait en la découpe de rayons, l'apiculteur mêlait souvent miel, cire et pollen, pressait le tout et le conservait facilement dans un pot en grès. Depuis la fin du XXe siècle en Europe occidentale, le pollen destiné à la consommation humaine est principalement récolté frais, par l'intermédiaire de trappes à pollen. En comparaison, la récolte du pain d'abeille y reste marginale, contrairement à l'Europe de l'Est où les apiculteurs ont développé ce savoir-faire et mécanisé cette production. L'extraction manuelle consiste en une suppression de la partie supérieure avec un couteau à désoperculer et en un arasement du pain d'abeille à la spatule jusqu'à la cire gaufrée. L'extraction est plus facile si les cadres ont été préalablement refroidis, la cire devenant cassante.

### Consommation
D'un point de vue culinaire, le pain d'abeille peut être consommé brut, séché ou mélangé à du miel à hauteur de 10 % maximum. Il peut aussi être pressé ou macéré pour en tirer des extraits utilisés en diététique. L'industrie pharmaceutique ne semble pas s'être intéressée à ce produit difficilement standardisable.